# Полі Генова
По́лі Плáменова Гено́ва (нар. 10 лютого 1987 року, Софія, Народна Республіка Болгарія) — болгарська співачка.

## Кар'єра
Полі співає з чотирьох років. У 1995 році стала учасницею дитячого вокального колективу «Бон-Бон» під керівництвом її першого продюсера та педагога з вокалу Рози Караславової. Закінчила музичну школу за класом кларнета, вступила до театральної академії. Брала участь у багатьох болгарських телевізійних проєктах, таких як танцювальне шоу DancingStars (в парі з Дані Мілеви) і благодійному музичному проєкті «Веліколепната шесторка» (як вокалістка). У 2004-2007 роках — учасниця групи «Мелъді». У 2008 році пішла з гурту й стала виступати сольно.
У 2005-2006 Полі брала участь у національному відборі на Євробачення (у складі «Мелъді»), але так і не змогла перемогти. У 2011 році співачці нарешті вдалося виграти відбірковий тур з піснею «Na inat» (болг. «Уперта»), з якою вона представдяла Болгарію на Євробаченні 2011 в Дюссельдорфі, Німеччина. Композиція була виконана в другому півфіналі, але Полі до фіналу не пройшла . Після Євробачення Генова була одним з членів журі першого сезону болгарської версії «The X Factor».
21 жовтня 2015 було оголошено, що Полі буде ведучою Дитячого Євробачення 2015, що відбулося восени 2015 року в болгарській столиці Софії.
19 лютого 2016 року болгарський мовник повідомив, що Полі Генова представлятиме Болгарію на Євробачення 2016 у Стокгольмі із піснею «If Love Was a Crime».